# Isleton
Isleton är en ort i Sacramento County i Kalifornien. Vid 2010 års folkräkning hade Isleton 804 invånare.

## Kända personer från Isleton
- Pat Morita, skådespelare